# Stefano Bisi
Stefano Bisi (Siena, 15 ottobre 1957) è un giornalista e scrittore italiano, dal 6 aprile 2014 al 6 aprile 2024 e dal 28 ottobre 2024 è Gran maestro del Grande Oriente d'Italia.

## Biografia
Inizia la carriera giornalistica nel 1978, nella redazione di un mensile della sezione di Siena del Partito Socialista Italiano, la Gazzetta di Siena. Ha avuto una serie di esperienze in diverse emittenti televisive locali, come Antenna Radio Esse e Tvs-televideosiena. Successivamente, dopo che nel 1986 l'editore del Corriere dell'Umbria si espande fondando un nuovo quotidiano, il Corriere di Siena, entra a far parte della redazione del quotidiano diventando anche caporedattore. In seguito alla crisi dell'editore, con la conseguente chiusura del giornale, ha un'esperienza in Rai. Dal 2009 è vicedirettore del Corriere di Siena, rifondato in forma di cooperativa. Si è laureato in Scienze dell'amministrazione presso la facoltà di Scienze politiche dell'Università di Siena.
Ufficiale dell'Ordine al merito della Repubblica, è stato iniziato in massoneria nel 1982 nella loggia senese "Montaperti". Per 6 anni riveste il ruolo di Presidente del Collegio dei Maestri Venerabili della Toscana. Il 5 aprile 2014 succede a Gustavo Raffi alla guida del Grande Oriente d'Italia, la più antica obbedienza della Massoneria italiana, venendo eletto Gran maestro. La sua lista "Presenza, laicità, tradizione" ha ottenuto 5.315 voti (superando le liste "Il futuro nella tradizione" e "La Massoneria semina, l'umanità raccoglie", ferme rispettivamente al 30,18% e al 23,64%).
Nell'ottobre 2016 ribadisce che nessuna associazione italiana di natura politica, sindacale o confessionale è mai stata sottoposta all'obbligo di produrre l'elenco dei propri iscritti che al contrario sono tutelati dal diritto alla riservatezza, aggiungendo che i dirigenti di tali associazioni non sono chiamati a rispondere della condotta dei loro singoli membri.

Nel marzo 2017 commenta il sequestro degli elenchi degli iscritti, attuato dalla Guardia di Finanza nella sede romana del Grande Oriente d'Italia su mandato della Commissione parlamentare antimafia presieduta da Rosy Bindi, quale atto illegittimo e antidemocratico.
Viene rieletto il 3 marzo 2019, la sua lista, l'unica presentata, “Liberi, Uniti, Fieri. Per un Mondo migliore”, ha ottenuto 9.413 voti.

## Pubblicazioni
- Mitra e compasso: storia dei rapporti tra Massoneria e Chiesa da Clemente XII a Benedetto XVI, Siena, Protagon Editori Toscani, 2006, ISBN 978-88-8024-175-1.
- Stradario massonico di Siena, Siena, Primamedia Editore, 2009, ISBN 978-88-903092-6-7.
- Sindaci in bianco e nero. Appunti di un cronista, introduzione di Roberto Barzanti, Siena, Betti editrice, 2012, ISBN 978-88-7576-271-1.
- Ivan Mosca. L'uomo, l'artista, l'iniziato, Milano, Mimesis Edizioni, 2015, ISBN 978-88-575324-6-2.
- Stefano Bisi, Antonio Binni (curatori), 1717-2017: tre secoli per la libertà. La Massoneria in Italia e nel mondo, con Antonio Binni (curatela) Genova, De Ferrari Editore, 2017, ISBN 978-88-6405-811-5.
- Massofobia. L'Antimafia dell'Inquisizione, Acireale (CT)-Roma, Tipheret Edizioni (Gruppo Editoriale Bonanno), 2018, ISBN 978-88-6496-334-1.
- Diario di viaggio. Appunti da una traversata, Acireale (CT)-Roma, Tipheret Edizioni (Gruppo Editoriale Bonanno), 2020, ISBN 978-88-6496-546-8.
- Il biennio nero 1992-1993. Massoneria e legalità trent'anni dopo, Perugia, Perugia Libri, 2021.
- Le dittature serrano i cuori. L'omicidio di Giovanni Becciolini e la furia fascista della notte di San Bartolomeo, Siena, Betti editrice, 2024, ISBN 978-88-75769178.